# Ту-156
Ту-156 - проект российского лайнера, использующего природный газ как топливо. Разработка началась в 1998 году, инициатором проекта стала корпорация «Газпром». Самолёт проектировался на базе советского Ту-154.
Самолёт был разработан в КБ Туполева в 1990-х годах.  
| Название ВС       | Ту-155            |  |
| Статус            | чертёж            |  |
| Длина             | 48 метров         |  |
| Размах крыла      | Около 38 метров   |  |
| Масса             | 60 тонн           |  |
| Силовая установка | 4 двигателя НК-89 |  |

Ту-156 так и остался на бумаге, в отличие от Ту-155.

## Ту-156 ДРЛО
Также название Ту-156 встречается в проекте самолёта ДРЛО (Дальнего Радиолокационного Обнаружения), разработанного в ОКБ Туполева на базе того же Ту-154. Вместо трёх двигателей сзади, теперь под крылом находились 4 двигателя (модель неизвестна). Убрали Т-образное оперение. На спину самолёта должна была быть установлена антенна РТК «Шмель». Самолёт должен был прийти на замену устаревшему самолёту ДРЛО Ту-126.
Однако, Ту-154 не подходил для разработки на базе него самолёта ДРЛО. Поэтому антенну стали устанавливать на Ил-76, тем самым создав самолёт Бериев А-50.